# Microcina homi
Microcina homi is een hooiwagen uit de familie Phalangodidae.